# Паулюс Голубіцкас
Паулюс Голубіцкас (лит. Paulius Golubickas; нар. 19 серпня 1999, Ігналіна) — литовський футболіст, півзахисник польського клубу «Радом'як» та національної збірної Литви.

## Клубна кар'єра
Вихованець юнацької команди «Алітус» на дорослому рівні Паулюс дебютував у клубах нижчих ліг «Ауска» та ФА Дайнава. З 2016 по 2018 роки виступав за молодіжну англійську команду «Йовіл Таун».
Влітку 2018 повернувся на батьківщину, де продовжив виступи в складі клубу ДФК Дайнава. У 2019 та  2020 на правах оренди грав за литовську «Судува» та хорватську «Горицю». У складі останньої уклав повноцінний контракт та виступав до 2023 року за виключенням 2021, коли на правах оренди захищав кольори ДФК Дайнава.
Влітку 2023 року перейшов до клубу «Жальгіріс» (Вільнюс).
У січні 2025 року Паулюс перейшов до польського клубу «Радом'як», кольори якого наразі захищає.

## Виступи за збірні
У 2016 році відіграв один матч у складі юнацької збірної Литви (U-17).
У 2017 році провів три гри в складі юнацької збірної Литви (U-19).
25 березня 2019 дебютував у складі національної збірної Литви в товариському матчі проти збірної Азербайджану, гра завершилась внічию 0–0.
12 жовтня 2024 року забив свій другий гол за збірну Литви в домашньому матчі Ліги націй УЄФА проти збірної Косова, гра завершилася перемогою гостей з рахунком 2–1.

## Досягнення
Судува
- Суперкубок Литви: 2019
- Кубок Литви: 2019
- Чемпіон Литви: 2019

Індивідуальні
- A Ліга молодий гравець місяця: березень 2019,[6] травень 2019[7]
- A Ліга: молодий гравець року